# 厄爾米特小波
埃爾米特小波由埃爾米特多項式組成，第n個埃爾米特小波來自於高斯函數的第n階導數。
物理學上的埃爾米特多項式定義為
{\displaystyle \ \ H_{m}(x)=(-1)^{m}e^{x^{2}}{\frac {d^{m}}{dx^{m}}}e^{-x^{2}}\,\!}
可以用遞迴方式得到:
{\displaystyle H_{0}(x)=1}
{\displaystyle H_{1}(x)=2x}
{\displaystyle H_{m+1}(x)=2xH_{m}(x)-2mH_{m-1}(x),m=1,2,3....}
連續小波轉換的母小波可以表示成
{\displaystyle \psi _{a,b}(x)={1 \over {\sqrt {a}}}\psi \left({{t-b} \over a}\right)} ，其中a是膨脹參數，b是位移， a,b∈R且 a≠0
若{\displaystyle a=2^{-k}} ，{\displaystyle b=n2^{-k}}，則變成具有離散參數的小波轉換:
{\displaystyle \psi _{k,n}(x)={2^{k \over 2}}\psi \left({2^{k}x-n}\right)}，其中k,n∈R
埃爾米特小波的母小波定義為 {\displaystyle \psi _{n,m}(x)=\psi (k,n,m,x)}，包含四個參數，其中k是任意正整數，影響母小波的縮放，{\displaystyle n=1,2,...2^{k-1}\ } 影響母小波的平移位置，m是埃爾米特多項式的階層，其定義在[0,1)，數學式如下:
{\displaystyle \psi _{n,m}(x)={\begin{cases}2^{k \over 2}{\sqrt {1 \over {n!2^{n}{\sqrt {\pi }}}}}H_{m}(2^{k}x-2n+1)\ \ ,{\frac {n-1}{2^{k-1}}}\leq x<{\frac {n}{2^{k-1}}}\\0\ \ ,otherwise\end{cases}}}